# Neogale felipei
Mustela felipei là một loài động vật có vú trong họ Chồn, bộ Ăn thịt. Loài này được Izor & de la Torre mô tả năm 1978.

## Hình ảnh

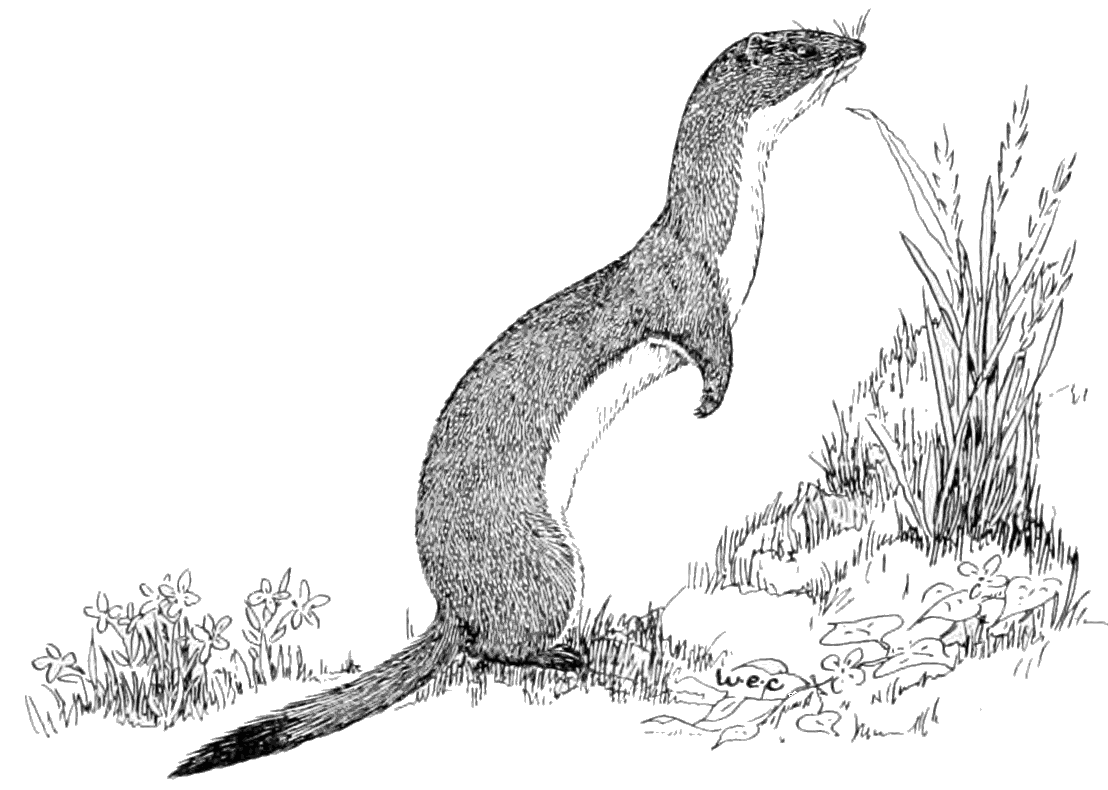
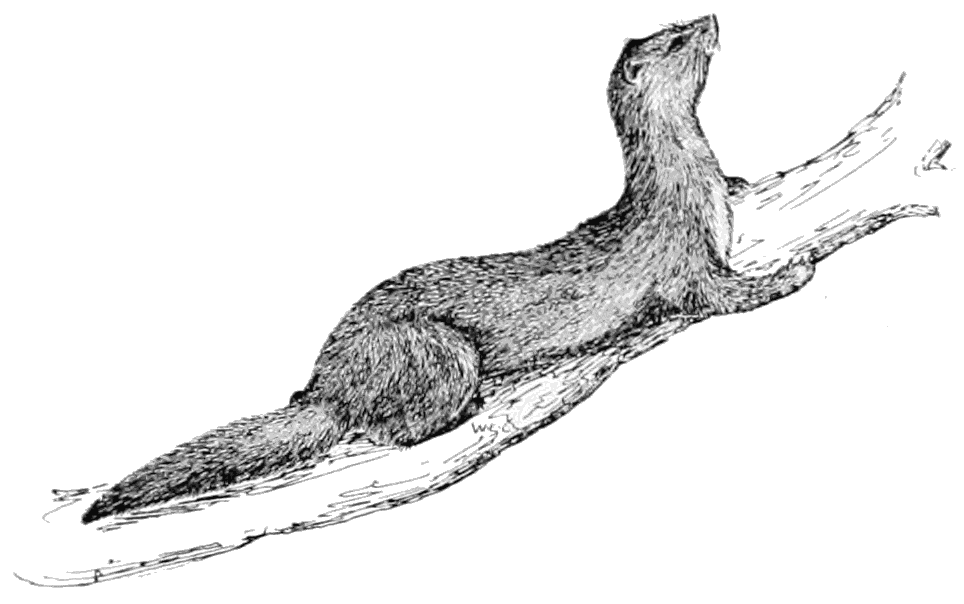
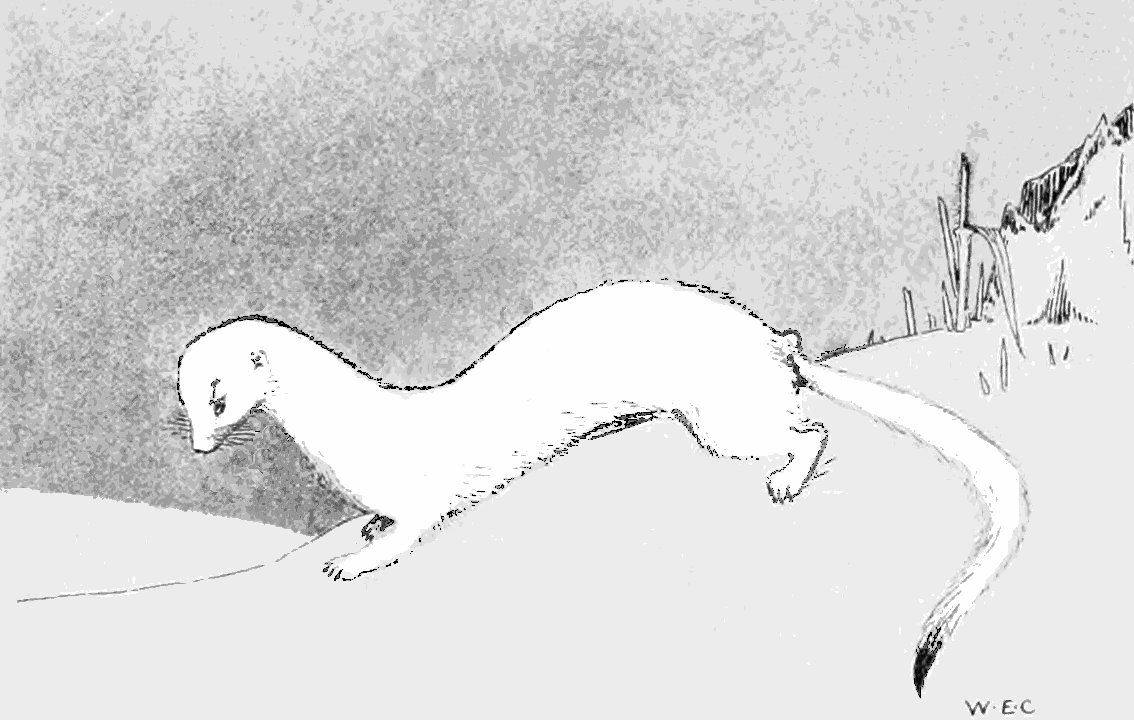
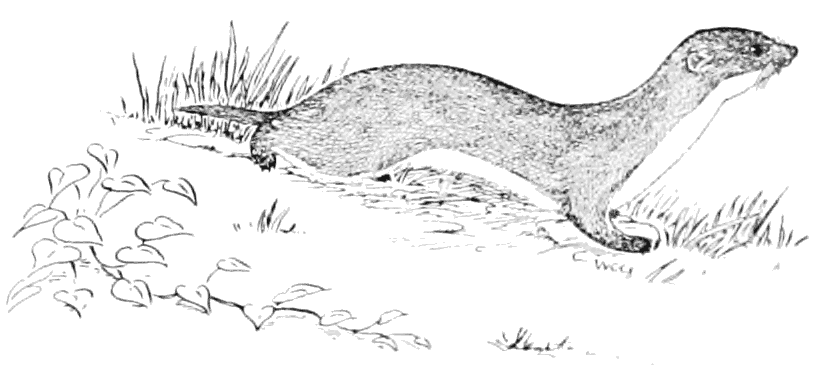